# 槻木村 (大分県)
槻木村（つきのきむら）は、大分県下毛郡にあった村。現在の中津市の一部にあたる。

## 地理
山国川上流域の山間部に位置していた。
- 山岳：中摩殿畑山、三陀山、苅又山[2]

## 歴史
- 1889年（明治22年）4月1日、町村制の施行により、下毛郡槻木村が単独で村制施行し、槻木村が発足[1][2]。大字は編成せず[2]。
- 1951年（昭和26年）4月1日、下毛郡三郷村、溝部村と合併し、山国村を新設して廃止された[1][2]。

## 産業
- 農業、木材、薪炭[2]

### 鉱山
- 旭鉱山（金・銀）[2]